# Maykel Massó
Maykel Demetrio Massó (ur. 8 maja 1999) – kubański lekkoatleta specjalizujący się w skoku w dal.
W 2015 roku zdobył złoty medal mistrzostw świata juniorów młodszych oraz bez awansu do finału startował na światowym czempionacie w Pekinie. W 2016 roku zdobył złoty medal mistrzostw świata juniorów w Bydgoszczy.
Piąty zawodnik londyńskich mistrzostw świata (2017). W 2021 roku zdobył brązowy medal igrzysk olimpijskich w Tokio.
Rekord życiowy: stadion – 8,39 (29 maja 2021, Hawana); hala – 8,15 (22 lutego 2023, Madryt). 28 maja 2016 r. w Hawanie z wynikiem 8,28 ustanowił aktualny nieoficjalny rekord świata juniorów młodszych.

## Osiągnięcia
| Rok  | Impreza                               | Miejsce        | Lokata            | Wynik |
| ---- | ------------------------------------- | -------------- | ----------------- | ----- |
| 2015 | Mistrzostwa świata juniorów młodszych | Cali           | 1. miejsce        | 8,05  |
| 2015 | Mistrzostwa panamerykańskie juniorów  | Edmonton       | 10. miejsce       | 7,11  |
| 2015 | Mistrzostwa świata                    | Pekin          | el. – 23. miejsce | 7,70  |
| 2016 | Mistrzostwa świata juniorów           | Bydgoszcz      | 1. miejsce        | 8,00  |
| 2016 | Igrzyska olimpijskie                  | Rio de Janeiro | el. – 15. miejsce | 7,81  |
| 2017 | Mistrzostwa świata                    | Londyn         | 5. miejsce        | 8,26  |
| 2018 | Halowe mistrzostwa świata             | Birmingham     | 13. miejsce       | 7,71  |
| 2021 | Igrzyska olimpijskie                  | Tokio          | 3. miejsce        | 8,21  |
| 2022 | Halowe mistrzostwa świata             | Belgrad        | -                 | NM    |
| 2022 | Mistrzostwa świata                    | Eugene         | 4. miejsce        | 8,15  |